# 常磐興産
常磐興産株式会社（じょうばんこうさん、英: Joban Kosan Co.,Ltd.）は、福島県いわき市に本社を置く、レジャー施設「スパリゾートハワイアンズ」を経営する企業。
旧財閥系の炭鉱採掘企業を始祖とする。

## 本社
- 本社 - 福島県いわき市常磐藤原町字蕨平50

過去に設置していた本社
- 東京本社 - 東京都中央区東日本橋三丁目7番19号（1944年 - 2020年）

## 沿革
- 1944年（昭和19年）3月 - 浅野財閥の磐城炭礦（1884年（明治17年）創立）と大倉財閥の入山採炭（1895年（明治28年）創立）が合併し、常磐炭礦株式会社を設立[5]。現在のいわき市・北茨城市一帯の炭鉱を経営する。
- 1949年（昭和24年）5月 - 東京証券取引所に上場。
- 1960年（昭和35年）11月 - 建設部門を常磐開発株式会社に分離。
- 1964年（昭和39年） - 常磐湯本温泉観光株式会社を設立。
- 1966年（昭和41年）1月 - 常磐湯本温泉観光が「常磐ハワイアンセンター」（現在のスパリゾートハワイアンズ）開業。
- 1970年（昭和45年）7月 - 常磐湯本温泉観光を合併、常磐ハワイアンセンターの営業を承継し、石炭生産部門を常磐炭礦株式会社に分離。社名を常磐興産株式会社に変更。
- 1985年（昭和60年）
  - 3月 - 常磐炭礦で続けられていた炭鉱業を撤退。
  - 9月 - 常磐炭礦を合併。
- 1990年（平成2年）3月 - 常磐ハワイアンセンターの名称を「スパリゾートハワイアンズ」に変更
- 2003年（平成15年）8月 - 本店所在地を東京都中央区から福島県いわき市へ移転。
- 2013年（平成25年）6月 - みずほ銀行出身である井上直美が社長に就任[6]。
- 2020年（令和2年）10月 - 新型コロナウイルス感染症の影響によるスパリゾートハワイアンズの経営悪化を受け、東京本社を廃止[7][8]。
- 2024年（令和6年） - アメリカ投資ファンドのフォートレス・インベストメント・グループによる株式公開買付け（TOB）によりフォートレスの子会社となった[9][10]。
- 2025年（令和7年）2月19日 - 上場廃止[2][11]。
- 2025年（令和7年）2月21日 - 株式併合によりフォートレス傘下のOntario合同会社の完全子会社となる[2]。

## 礦歌（社歌）
常磐炭礦時代に野村俊夫作詞、古関裕而作曲による礦歌（社歌）「我等の力」及び同社野球部応援歌「若きいのち」が作成された。
原譜は常磐炭礦のいわき市の事務所で保管されていたが、1960年代半ばに火災で焼失。以後は社員らによって歌い継がれてきたが、野球部の解散や炭鉱事業の完全廃止などもあり、メンバーの高齢化で途絶える懸念があった。そのため、2020年につのだ☆ひろの協力を得て、つのだの編曲により伴奏付きの楽曲として残されることになった。

## テレビ番組
- 日経スペシャル カンブリア宮殿 "奇跡の集客"シリーズ第1弾！ リピーター続々、年間140万人が殺到 "驚異のリゾート"福島ハワイアンズの底力（2013年7月11日、テレビ東京）[13]。

## 関連会社
- 株式会社常磐製作所
- 常磐港運株式会社
- 常磐湯本温泉株式会社
- 小名浜海陸運送株式会社
- 株式会社北茨城ファーム